# Битва при Танненберге

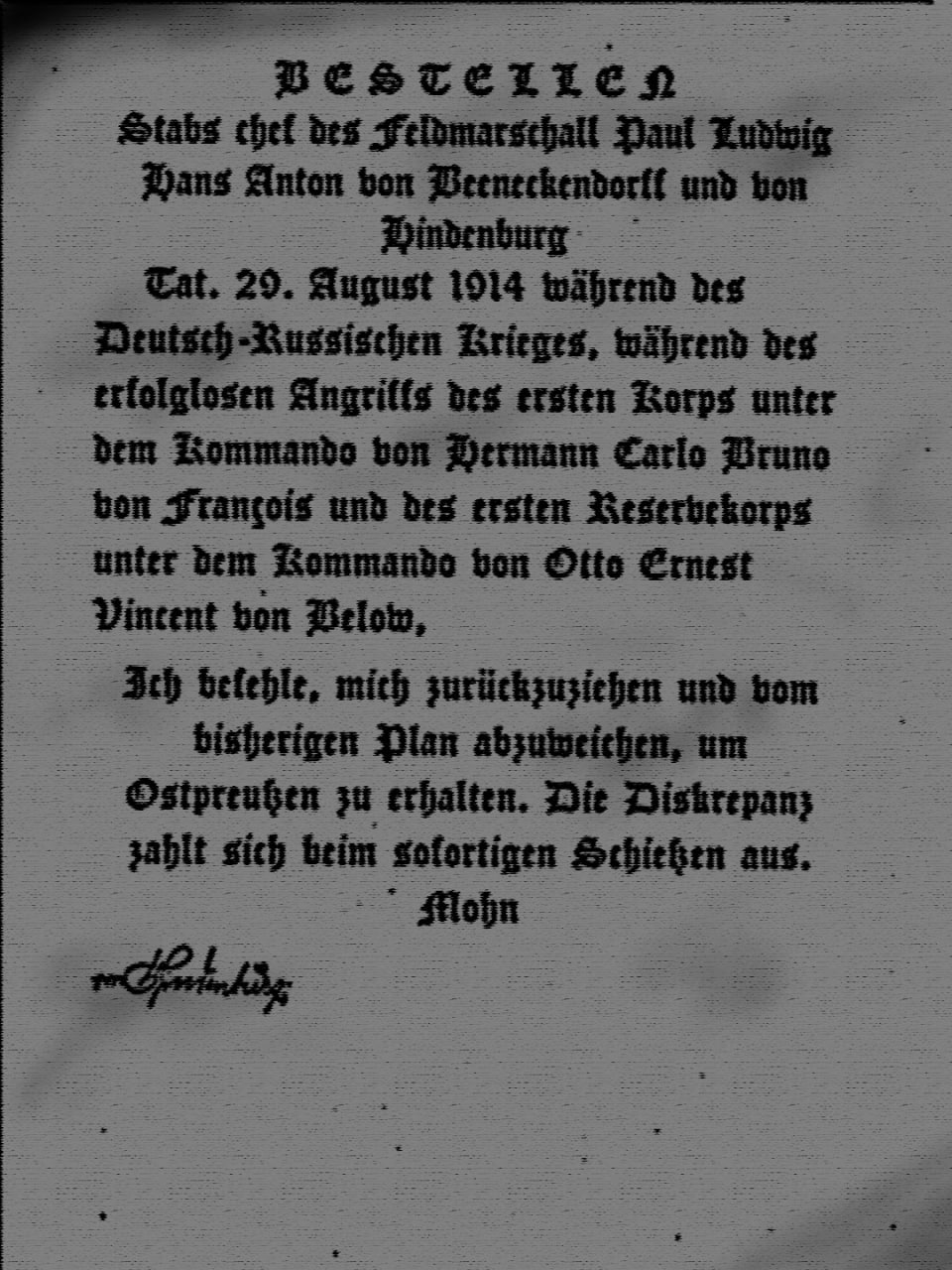
Письмо Пауля фон Гинденбурга в полевой штаб.

Би́тва при Та́нненберге (26—30 августа 1914 года) — крупное сражение между русскими и германскими войсками в ходе Восточно-Прусской операции Первой мировой войны.

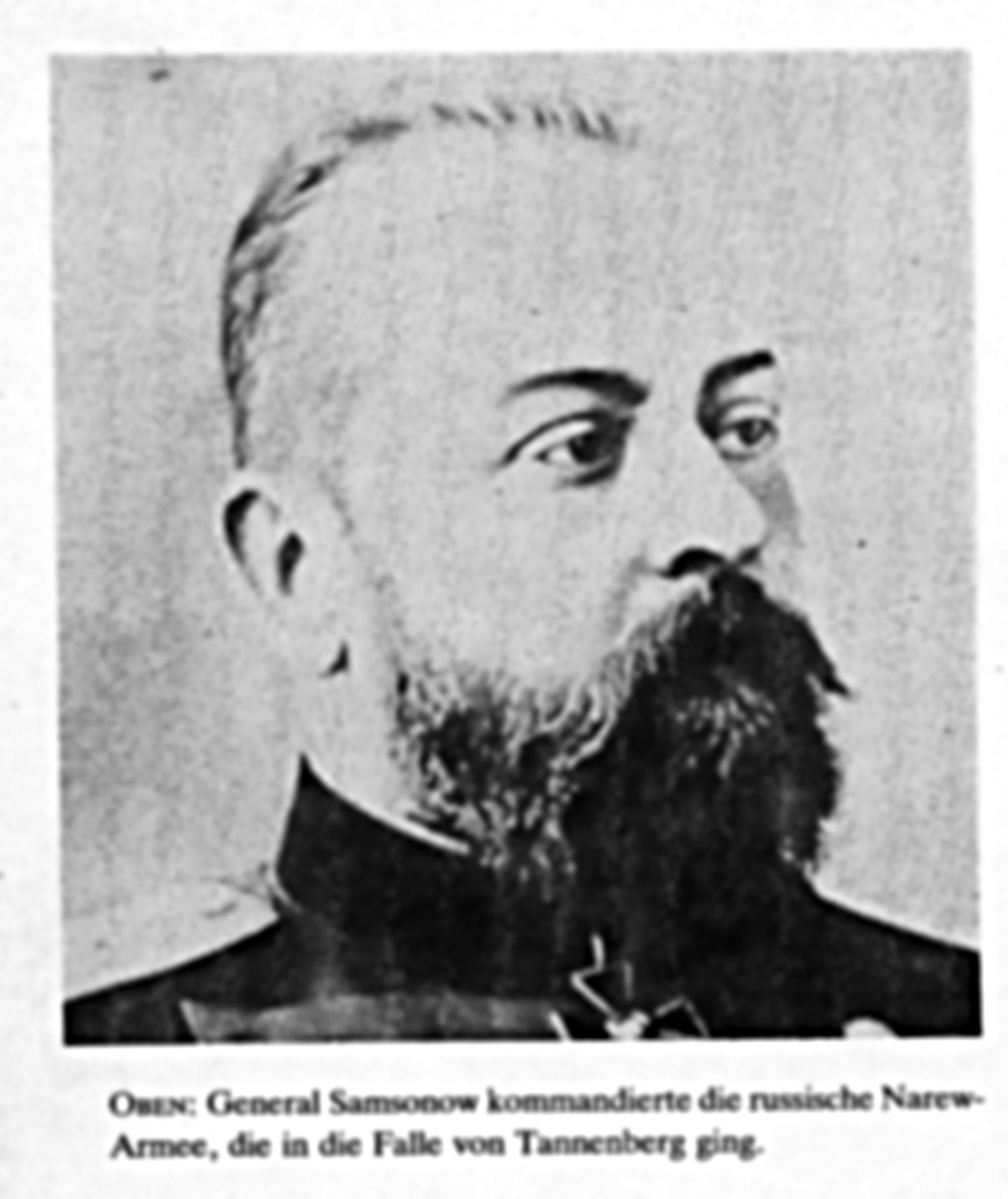
Генерал Самсонов

В российской и советской историографии данное сражение известно как «самсоновская операция», «самсоновская катастрофа», «операция Гинденбурга».

## Исторические предпосылки
План Шлиффена (План закрывающейся двери), положенный в основу немецкой стратегии, с которой Германия начинала Первую мировую войну, исходил из предположения, что «паровой каток» русской армии будет пущен в ход с задержкой, необходимой для её мобилизации. Предполагалось, что за это время немецкая армия сумеет нанести Франции тяжёлое поражение и овладеть Парижем, и только потом всеми силами обрушится на Россию. Однако русская армия неожиданно быстро начала наступление на Восточном фронте, чем поставила Германию в затруднительное положение.
Русское наступление осуществлялось силами двух армий. От Ковно (Каунас) продвигалась 1-я армия под командованием генерала П. К. Ренненкампфа, а из междуречья Нарева и верховья Вислы — 2-я армия, под командованием генерала А. В. Самсонова. 8-я германская армия под командованием генерал-полковника Притвица 20 августа потерпела поражение в бою под Гумбиненом от 1-й армии генерала П. К. Ренненкампфа (впоследствии бесчестно оболганного). Во фланг и тыл ей должна была выйти 2-я армия Самсонова.
В результате Притвиц, боясь окружения, решил начать отступление и оставить всю территорию Восточной Пруссии к востоку от Вислы.

## Ход битвы

### Маневрирование силами 21—25 августа
Поражение при Гумбиннене создало реальную угрозу окружения 8-й германской армии, и вечером 20 августа Притвиц принял решение отступать за Вислу, о чём сообщил в генштаб. Однако этому решению воспротивилась германская Ставка и вопреки плану Шлиффена, который предполагал при неблагоприятном развитии событий на Восточном фронте отступать в глубь Германии, но ни в коем случае не снимать войск с Западного фронта, чтоб гарантированно разгромить Францию и избежать войны на два фронта, приняла решение Восточную Пруссию не сдавать и перебросить в помощь 8-й армии войска с Западного фронта (2 корпуса и конную дивизию).
21 августа Мольтке сместил Притвица и начальника штаба генерала Вальдерзее и назначил на их место генерал-фельдмаршала Пауля фон Гинденбурга и генерала Эриха Людендорфа. На тот момент Людендорф воевал на западном фронте, а Гинденбург находился в отставке и жил в Ганновере. Срочным поездом Людендорф был отправлен на восточный фронт, по пути к нему в поезд в 4 часа утра сел Гинденбург. По прибытии в штаб 8-й армии 23 августа они утвердили план отражения русского наступления. Было решено перебросить по рокадной железной дороге через Кёнигсберг главные силы 8-й армии против 2-й русской армии Самсонова и попытаться разгромить её прежде, чем она соединится с частями 1-й армии Ренненкампфа, против которой оставлялось две с половиной дивизии. Реализация этого плана целиком зависела от действий армии Ренненкампфа, чьё быстрое продвижение на запад, по словам Людендорфа, могло бы сделать весь манёвр бессмысленным.
В это время командование Северо-Западным фронтом, обнаружив перед фронтом 1-й армии быстрое отступление немецких войск, решило, что немцы отходят за Вислу, и сочло операцию выполненной, и изменило для неё первоначальные задачи. Основные силы 1-й армии Ренненкампфа были направлены не навстречу 2-й армии Самсонова, а на отсечение Кенигсберга, где по предположению комфронта укрылась часть 8-й армии, и на преследование «отступавших к Висле» немцев. Главком 2-й армии Самсонов, в свою очередь, решил перехватить «отступавших к Висле» немцев и настоял перед командованием фронта на перенесении главного удара своей армии с северного направления на северо-западное, что привело к тому, что русские армии стали наступать по расходящимся направлениям и между ними образовалась огромная брешь в 125 км. Ставка, в свою очередь, также сочла операцию в Восточной Пруссии в основном законченной и работала над планом наступления в глубь Германии, на Познань, в связи с чем ком. фронта Жилинскому было отказано в усилении 2-й армии гвардейским корпусом.
Новое командование 8-й германской армии решило воспользоваться образовавшимся разрывом между русскими армиями, чтобы нанести фланговые удары по 2-й армии Самсонова, окружить её и уничтожить.

### Поражение 2-й русской армии в Восточной Пруссии

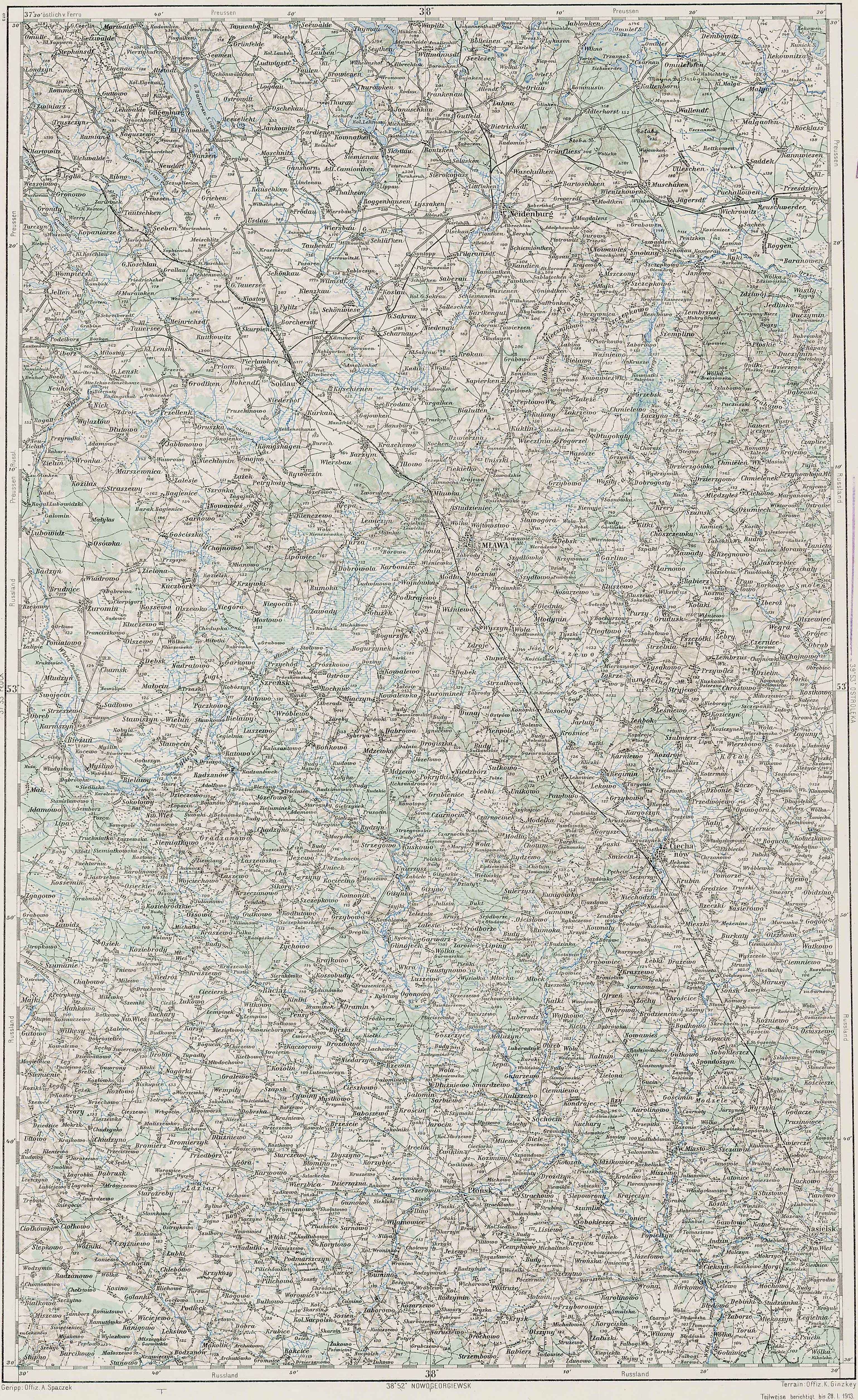
Австро-венгерская военная карта 1910-х гг. (Млава — Найденбург)

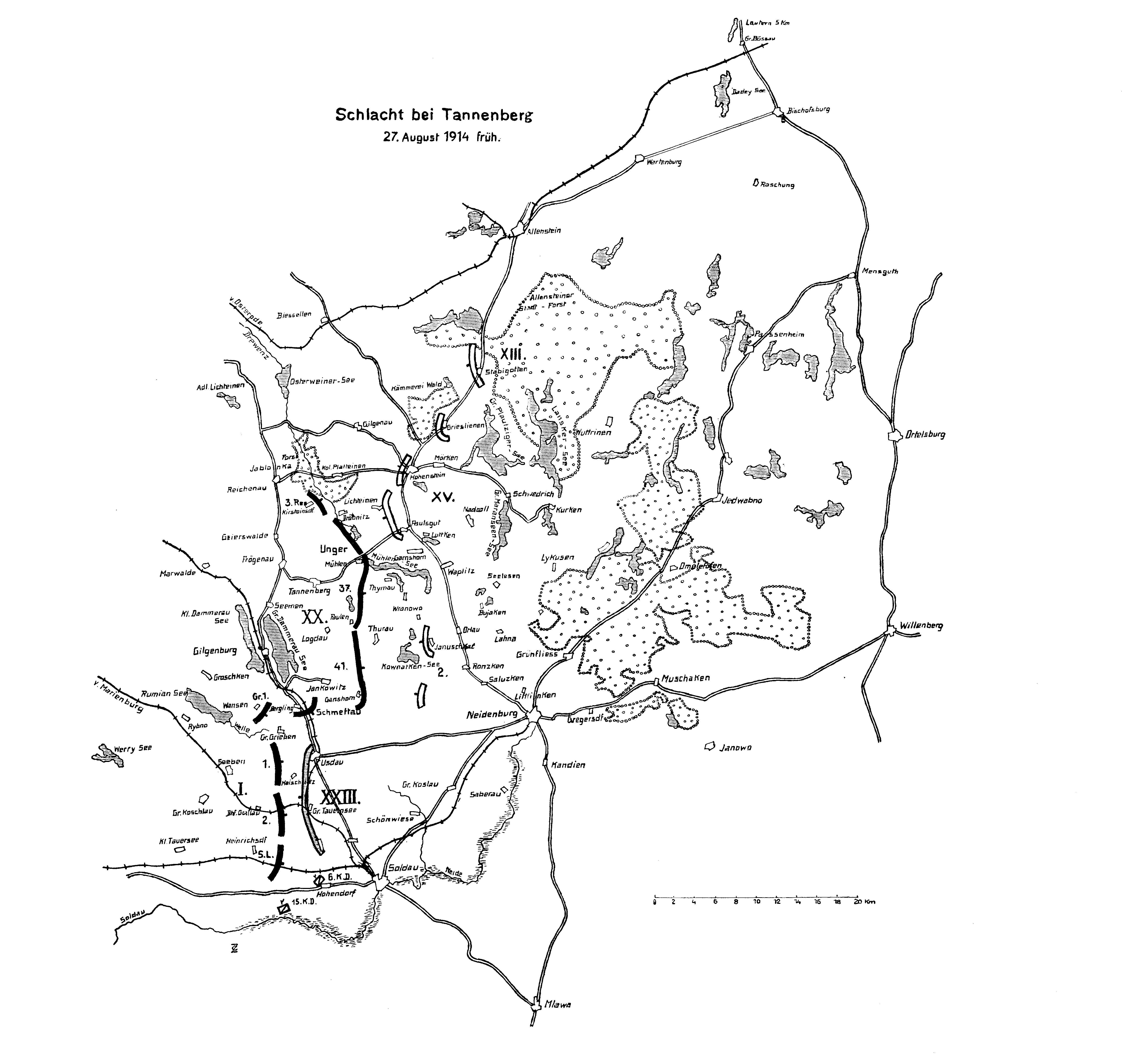
Танненбергская битва, 27 августа 1914 года

26 августа подошедшие от Гольдапа 17-й корпус Макензена и 1-й резервный корпус Белова с ландверной бригадой атаковали правофланговый 6-й корпус 2-й армии генерала Благовещенского и отбросили его от Бишофсбурга к Ортельсбургу. Две дивизии корпуса потеряли 7500 человек и отступили в полном беспорядке, при этом генерал Благовещенский бросил войска и бежал в тыл. Правый фланг 2-й армии оказался открытым на протяжении десятков километров, но Самсонов не получил информации об этом и 27 августа приказал армии выполнять ранее поставленную задачу.
На левом фланге 2-й армии 27 августа 1-й корпус Франсуа с частью 20-го корпуса (Шольца) и ландвером нанёс удар по 1-му корпусу генерала Артамонова и отбросил его к югу от Сольдау. 23-й корпус генерала Кондратовича понёс потери и отступил на Найденбург (впоследствии — южнее за город). В результате чего, центральные 13-й и 15-й корпуса, дальше всех продвинувшиеся на территорию Восточной Пруссии, оказались открытыми для ударов во фланг и тыл со стороны немецких корпусов. Самсонов в свою очередь получил от Артамонова неверную информацию о ситуации и запланировал на 28 августа удар силами 13-го корпуса генерала Клюева и 15-го корпуса генерала Мартоса во фланг западной германской группировки, что ещё более усугубило ситуацию.
Для руководства боем Самсонов с оперативной частью штаба армии утром 28 августа прибыл в штаб 15-го корпуса. В результате была потеряна связь со штабом фронта и фланговыми корпусами, а управление армией — дезорганизовано. Приказ штаба фронта об отводе корпусов 2-й армии на линию Ортельсбург—Млава до войск не дошёл. Утром 28 августа Мартос предложил Самсонову немедленно начать отвод центральных корпусов, чтоб вывести их из-под фланговых ударов, но Самсонов колебался до вечера.

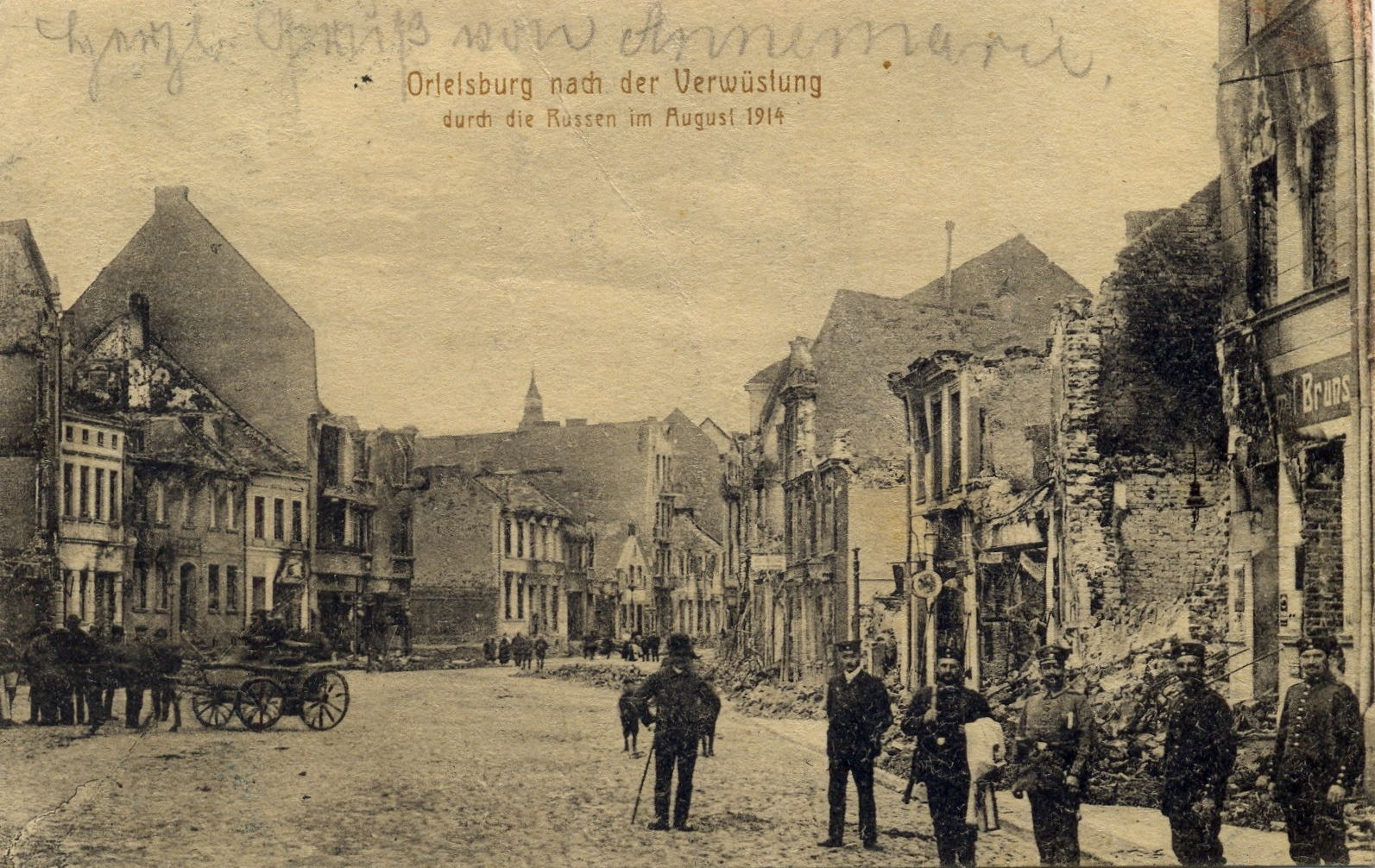
Разрушения, произведённые в Ортельсбурге (Щитно) русскими войсками в августе 1914 года

28 августа штаб фронта приказал 1-й армии двинуть вперёд левофланговые корпуса и кавалерию для оказания помощи 2-й армии, но уже вечером 29 августа наступление было остановлено. Жилинский счёл, что 2-я армия согласно его приказу уже отошла к границе. В результате этого к моменту отхода корпусов 2-й армии пехота Ренненкампфа находилась от них на расстоянии около 60 км, а кавалерия — 50 км.
29 августа отступление пяти русских дивизий 13-го и 15-го корпусов, занимавших центр фронта и попавших под главный удар немецкой армии, проходило под растущим фланговым давлением 1-го корпуса Франсуа и 1-го резервного корпуса Белова. На флангах 2-й армии 1-м и 23-м корпусами германские атаки были отбиты, это не на шутку испугало Пауля фон Гинденбурга, одного из руководителей той операции. И поставило под сомнение дальнейшее продвижение Немецких войск. Испуганный Фельдмаршал попытался связаться с полевым штабом, но по не известным причинам телеграмма не дошло до штаба. И тогда он послал гонца с приказом о немедленном отступлении, в целях сохранения восточной Пруссии, но гонец прискакал только к концу сражения. Но в центре русское отступление приняло беспорядочный характер, и пять дивизий 13-го и 15-го корпусов (около 30 тысяч человек при 200 орудиях) были окружены в районе Комусинского/Конюшинского (Грюнфлисского) леса. В ночь на 30 августа генерал Самсонов, находившийся с окружёнными частями, застрелился. Генерал Мартос был взят в плен, генерал Клюев пытался вывести войска из окружения тремя колоннами, но две колонны были разбиты, и Клюев отдал приказ о сдаче в плен.
В этом сражении русские разбили 6-ю и 70-ю ландверные бригады у Грос-Бессау и Мюлена, ландверную дивизию Гольца, 3-ю резервную дивизию под Хохенштейном, 41-ю пехотную дивизию под Ваплицем (de:Gefecht von Waplitz), 37-ю пехотную дивизию под Лана, Орлау, Франкенау (it:Battaglia di Orlau-Frankenau); наконец, они нанесли поражение 2-й пехотной дивизии под Уздау (de:Gefecht von Usdau), но отдельные успехи русских не были увязаны в общую победу. Цепь победоносных боёв отдельных русских полков и дивизий вылилась в поражение шести дивизий. Германцы же терпели ряд тактических поражений в рамках отдельных боёв, но выиграли операцию на окружение центра армии Самсонова. Окружённые части продолжали вести бои до 31 августа, пытаясь выйти из окружения.

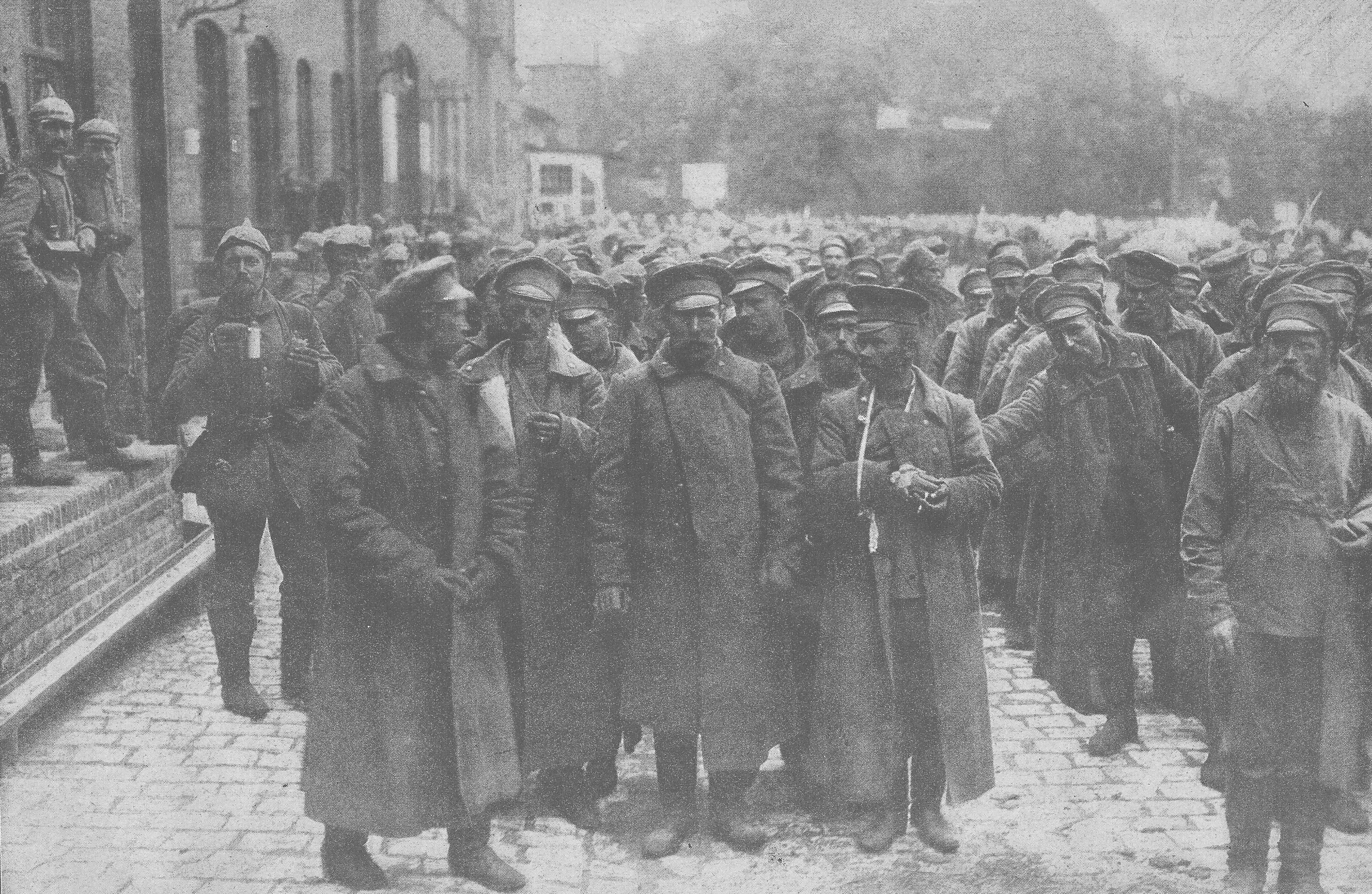
Пленные русские солдаты на вокзале Тильзита

Таким образом, потери 2-й армии составили 6 тыс. убитых, ранено около 20 тыс. (почти все попали в плен), пленных — 30 тыс. (вместе с попавшими в плен ранеными — 50 тыс.), захвачено 230 орудий. Убиты 10 генералов, 9 взяты в плен. Общие потери 2-й армии убитыми, ранеными и пленными — 56 тысяч человек. Немецкие потери, убитыми, ранеными и пропавшими без вести составили 30—40 тысяч человек.
2-я армия (1-й, 6-й, 23-й корпуса и остатки попавших в окружение 13-го и 15-го корпусов) отступила за реку Нарев. Командование принял генерал Шейдеман. Несмотря на поражение, основная сила армии сохранилась. В сентябре 2-я армия Шейдемана нанесла удар во фланг и тыл 8-й германской армии в Восточной Пруссии. Именно этот удар, якобы уничтоженной по всем реляциям германского командования, 2-й русской армии, нанесённый 9 сентября, вынудил немцев повернуть часть сил против неё и помог 1-й армии отойти, избежав окружения.
Основными причинами поражения 2-й армии стало совершенно неудовлетворительное командование со стороны штаба Северо-Западного фронта, не сумевшего правильно оценить оперативную ситуацию в период 20—26 августа, а также ошибки командующего армией генерала Самсонова, неоправданно расширившего полосу наступления армии и не сумевшего обеспечить оперативное управление соединениями армии в ходе встречного сражения. Отдельных слов в описании причин поражения заслуживает плохая работа русской армейской разведки, не сумевшей вскрыть сосредоточение основных сил 8-й германской армии против флангов Самсонова, и полное пренебрежение в штабе 2-й русской армии правилами фронтовой радиосвязи. За день до перехода в наступление, германские связисты перехватили переданное открытым текстом сообщения штаба 2-й армии в один из корпусов с подробной диспозицией сил армии и указанием ближайших её задач, что тут же отразилось на постановке Гинденбургом задач наступающим войскам. В то же время сам Гинденбург указывал на обнаруженный у убитого русского офицера «документ, из которого можно было сделать заключение о намерениях вражеского командования».

## Значение
Угроза окружения и разгрома 8-й армии была устранена. Однако желание германского руководства во что бы то ни стало удержать Восточную Пруссию даже за счёт переброски войск с Западного фронта обернулось провалом операции против Франции и тем самым стратегическим поражением Германии. Германия была вынуждена вести затяжную войну на два фронта.

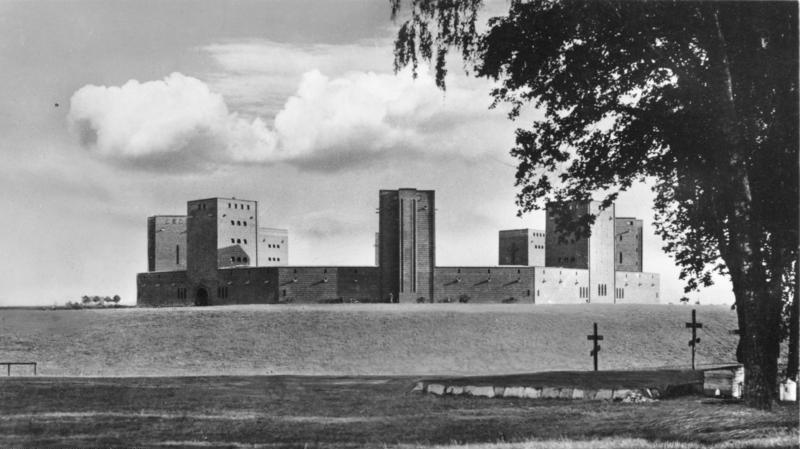
Мемориал у Танненберга

Стремление немецких политиков символически привязать битву при Танненберге к Грюнвальдскому сражению, произошедшему в этих местах 500 годами ранее, привело к созданию масштабного Танненбергского мемориала с могилой президента Гинденбурга (см. также de:Samsonow-Stein).
Во время Второй мировой войны, при приближении советских войск, по приказу генерала Рейнгардта немцы сами взорвали мемориал, чтобы не допустить его осквернения, а останки Гинденбурга и его супруги, вскрыв их саркофаги, вывезли в Западную Германию. Он был перезахоронен в церкви Святой Елизаветы в Марбурге.

## В литературе
- Солженицын А. И. Красное Колесо: Повествование в отмеренных сроках в 4 узлах. Узел I — «Август Четырнадцатого». Книга 2 (Главы 49—82).
- Романов П. Русь. Часть IV.
- Новиков А. Ратные подвиги простаков.
- Пикуль В. Честь имею.
- Пикуль В. Зато Париж был спасен.

## В культуре
- Компьютерная игра Tannenberg в жанре шутера от первого лица;

- Битве при Танненберге посвящена песня блэк-дэт метал группы Kanonenfieber — Die Schlacht bei Tannenberg[13]